# 休斯敦市旗
休斯敦市旗（flag of Houston）是美國德克薩斯州城市休斯敦的市旗。這面旗幟底色為藍色，中央有一白色五角星，內有休斯頓的市徽。

## 外部連結
- 世界旗帜网（FOTW）的Houston, Texas (U.S.)